# Liste der Ministerien der Cookinseln

Wappen der Cookinseln

Dieses ist die Liste der Ministerien auf den Cookinseln.

## Ministerien
Cook Islands besitzt stand Mai 2018 zwölf Ministerien, die im Folgenden alphabetisch gelistet sind:
- Ministry of Agriculture – (Ministerium für Landwirtschaft)[2]
- Ministry of Cultural Development – (Ministerium für Kulturelle Entwicklung)[3]
- Ministry of Education – (Ministerium für Bildung)[4]
- Ministry of Environment Services – (Ministerium für Umwelt)
- Ministry of Finance and Economic Management – (Ministerium für Finanzen und wirtschaftliche Entwicklung)[5]
- Ministry of Foreign Affairs & Immigration – (Ministerium für Äußere Angelegenheiten und Einwanderung)
- Ministry of Health – (Ministerium für Gesundheit)[6]
- Ministry of Infrastructure – (Ministerium für Infrastruktur)[7]
- Ministry of Internal Affairs – (Ministerium für Innere Angelegenheiten)[8]
- Ministry of Justice – (Ministerium für Justiz)[9]
- Ministry of Marine Resources – (Ministerium für Marine Recourcen)[10]
- Ministry of Transport – (Ministerium für Transport)[11]